# 顏冠一
顏冠一（NGAN Kwoon Yat Kevin，1983年10月18日—），香港男子劍擊運動員。

## 簡歷
2006年12月，顏冠一代表中國香港參加多哈亞運會劍擊比賽，伙拍張啟東、劉國堅和黃金球取得男子花劍團體銅牌。
2010年，顏冠一透過港協暨奧委會推薦獲香港城市大學取錄，但因要備戰亞運而延遲課程。同年11月，他代表中國香港參加廣州亞運會劍擊比賽，伙拍張小倫、朱詠康和劉國堅取得男子花劍團體銅牌

## 主要比賽成績
- 2006年

亞運會 銅牌
- 2007年

亞洲劍擊錦標賽 銅牌
- 2008年

全國擊劍冠軍賽 (上海站) 銀牌
亞洲劍擊錦標賽 銅牌
世界男子花劍團體大獎賽 (威尼斯站) 第8名
- 2009年

亞洲劍擊錦標賽 銅牌
世界男子花劍團體大獎賽 (東京站) 第8名
- 2010年

亞運會 銅牌
亞洲劍擊錦標賽 銅牌
- 2011年

亞洲劍擊錦標賽 銅牌
世界男子花劍團體大獎賽 (首爾站) 第8名
- 2012年

亞洲劍擊錦標賽 銅牌

## 榮譽
- 民政事務局局長嘉許狀（2007年）[5]
- 美國三藩市市長嘉許狀（2007年）
- 美國加州州長亞諾舒華辛力加嘉許狀（2008年）
- 中華人民共和國第11屆全國運動會香港特別行政區代表團嘉許狀（2009年）
- 香港特別行政區行政長官表揚狀（2010年）
- 香港傑出領袖（2010年）